# Jana Gahurová
Jana Gahurová (16. června 1942 – 24. března 1981) byla česká a československá politička Komunistické strany Československa a poslankyně Sněmovny lidu Federálního shromáždění za normalizace.

## Biografie
K roku 1971 se profesně uvádí jako dělnice. Ve volbách roku 1971 byla tehdy zvolena do Sněmovny lidu Federálního shromáždění (volební obvod č. 97 – Gottwaldov II, Jihomoravský kraj). Mandát obhájila ve volbách roku 1976 (obvod Gottwaldov II). Ve FS setrvala do své smrti roku 1981.